# Бронісловас Лубіс
Бронісловас Лубіс (лит. Bronislovas Lubys; 8 жовтня 1938, Плунге, Литва — 23 жовтня 2011, Друскінінкай, Литва) — литовський підприємець, політик, хімік, інженер, один з найбагатших людей в Литві, прем'єр-міністр Литви (1993—1994).

## Життєпис
1963 року закінчив Каунаський політехнічний інститут (КПІ). 1979 року захистив дисертацію на ступінь кандидата хімічних наук.
Здобувши освіту, 1963 року почав працювати на Йонавському заводі азотних добрив — майстер, начальник зміни цеху, начальник виробничого відділу, головний інженер. Від 1986 року — генеральний директор державного підприємства «Азотас».
1990 року брав участь у підписанні Акту про відновлення незалежності Литви.
У 1991—1992 роках був віце-прем'єром, в 1992—1993 роках — прем'єр-міністр Литви.
У 1994 році став президентом хімічного концерну Achema group і президентом стивідорної компанії «Класки». Був президентом Конфедерації промисловців Литви.
2000 року став почесним доктором Клайпедського університету.
Помер від серцевого нападу під час велопрогулянки.

## Інше
- «Казбалт» — почесний член, президент.